# 喜糖
喜糖，是婚禮時分發给参加賓客以示喜慶的甜蜜之物，人們可以在婚禮上把它吃掉，也可以把它帶回家。通常人們認為，吃了喜糖既是祝福新人，也能讓賓客沾「喜氣」，喜糖應該全部分送給客人吃，不宜發不完丟掉，所以現在發喜糖除了好吃，也更重視健康或材料而不是只是甜味與色素而已。東亞和西方都有發喜糖的習俗。

## 西方
喜糖起源於中古時期歐洲的婚禮，以法式軟糖與義式巧克力為主，『法國』的『AMOUR』『義大利』的『ALMOND』，在法國貴族婚宴中，贈送賓客五顆代表浪漫戀愛的手工水果法式軟糖（Pâte de fruits）
喜糖在16世紀時期的法國和義大利開始流行，在宮廷婚宴時，贈送一顆顆包裝精緻的喜糖給親友，表達不遠千里的感謝。 喜糖代表新人給予回饋的祝賀心意，祈禱和祝福能為他們帶來好運，讓重視的親友們能感受到這份長久的祝福。
這五個法式軟糖代表「順利生育(覆盆子)、帶來健康(蘋果)、獲得財富(金桔)、祈禱快樂(芭樂)、但願長壽(仙人掌果)。」 。 後來這項習俗輾轉的傳到歐洲其它國家，而這五顆糖果也被分別賦予不同的涵義：順利生育(覆盆子)、祝福戀愛(百香果)、獲得幸福(荔枝)、永遠忠誠(柳橙)、祈禱保佑(葡萄柚)等。